# Sandro De Palma
Sandro De Palma (Cicciano, 14 de febrero de 1957) es un pianista italiano. Considerado por Conduzco
Zaccagnini “uno de los intérpretes más interesantes del panorama europeo”, se formó en la escuela de Vincenzo Vitale y sucesivamente estudió con Nikita Magalov y Alice
Kezeradze-Pogorelich.

## Comienzos
Debutó a la edad de nueve años con un programa de música de Bach, Chopin y Schubert.
A los 19 años ganó el primer premio del Concurso Internacional “Alfredo
Casella” de Nápoles y dos años después se adjudicó el primer Premio de la
“Fundación Bruce Hungerford” de Nueva York.
En 1983 efectuó la ejecución integral de los Estudios de Chopin en el Festival Internacional “Arturo Benedetti Michelangeli” en las sedes de Brescia y de Bergamo.

## Carrera
Entre las etapas más significativas de su carrera se puede destacar en 1998 el debut en el Wigmore Hall de Londres con los 24 Preludios de Chopin.
En 2000 por invitación de Yuri Temirkanov,
interpretó el Concierto n.º. 1 de Franz Liszt con la Orquesta Filarmónica de San Petersburgo.
En octubre de 2001 estrenó con Andrea Bocelli y Ilia
Kim y bajo la dirección de Donado
Renzetti, “…malinconia, ninfa gentile” para canto, dos pianos y orquesta de cuerda de Azio Corghi, el cual le ha dedicado la suite a Kim y a él …De bravura trata de esta composición. De “…malinconia,
ninfa gentile” ha sido publicada en disco a cargo de la Presidencia del
Senado de Italia. También ha estrenado el Concierto para piano y orquesta de Michele Dall'Ongaro en el Teatro Bellini de Catania.
He tocado en la Filarmónica
de Berlín con el
“Quartetto Amarcorde” el Quinteto de Cesar Franck y el Concierto n.º. 1 para piano
y tromba de Šhostakóvich con la sección de cuerda de la famosa orquesta alemana.
Ha participado en la “Folle Journée” de Nantes (ediciones de 2004, 2005 y 2006), en el Festival pianístico de La Roque
de Anthéron, en el Festival Beethoven de Bonn y en el Festival Chopin de Marienbad.
En octubre de 2008 ha inaugurado el Festival Pianístico “Piano
en Valois” y en enero de 2009
ha interpretado el Concierto en do
mayor de Antonio Salieri con la Orquesta
de la Arena de Verona.
En el abril de 2010 ha interpretado el Segundo concierto de Brahms en el Musikverein de Viena.
En julio de 2010 ha interpretado tres conciertos en la Exposición
Universal de Shanghái y en octubre le fue asignado el Premio “Cimarosa”
por la divulgación de las Sonatas del autor napolitano. En octubre de 2012 ha
efectuado una tourné en China para el Festival Piano aux Jacobins de Toulouse.
Además de la actividad como solista,
Sandro De Palma tiene una particular predilección por la música de cámara. Ha interpretado
todas las Sonatas para violín y piano de Beethoven y toda la obra de cámara
de Brahms. Entre los violinistas con los cuales ha tocado se pueden citar Boris Belkin, Domenico Nordio, Ilja Grubert, Pierre Hommage; entre los violonchelistas Luigi Piovano, Tatiana Vassilieva. Ha colaborado con instrumentistas de la Berliner Philharmoniker, con el Quartetto Prazak, el
Quartetto Ebène y el Quartetto Amarcorde.

## Discografía
Su actividad discográfica, empezada
a los dieciséis años con un disco dedicado a Liszt fue proseguida con la participación en la primera grabación mundial del Gradus ad Parnassum de Muzio Clementi para la Fonit Cetra (20º Premio de la Crítica discográfica
Italiana), con grabaciones dedicadas a Brahms y a raras páginas pianísticas de Cilea.
Tiene además grabadas algunas Sonatas de Domenico Cimarosa y Domenico Scarlatti.

## Carrera como Director Artístico
Siempre en el mundo artístico
musical y teatral, sea como concertista sea como mánager, integra con equilibrio la sensibilidad artística con las
capacidades organizativas y de gestión y posee una visión holística de las problemáticas más importantes referentes a la dirección artística de un teatro. La continua investigación de “tesoros desconocidos” (ver las programaciones de las 56.ª y 57.ª ediciones del Festival de Spoleto, en el cual ha propuesto también a autores de rarísima ejecución como Decaux y Filtsch), en el curso de su la larga carrera ha sabido combinar propuestas de programación original con las exigencias
del público.
Del 1999 al 2010 ha sido Director Artístico primero de la Asociación Musical del Teatro
Bellini de Catania y luego del Festival Mayo de la Música de Nápoles.
En el año 2000 ha fundado la Asociación
Musical Muzio Clementi, de la cual es Presidente y Director artístico.